# 萊比錫注釋書

萊比錫注釋書-第12版第1冊 (2007)

萊比錫注釋書（德語：Leipziger Kommentar）是德國刑法典眾注釋書當中，規模最大、歷史也最悠久的一部。注重各條文豐富的歷史脈絡和實務見解，是《萊比錫注釋書》的特色，其深入和詳盡的程度，在法學界響有極高聲譽。與《慕尼黑注釋書》（德語：Münchner Kommentar）、《體系注釋書》（德語：Systematischer Kommentar）並列為德國（實體）刑法注釋書的三大鉅作。

## 書名變遷
第一版於1920年初上市，其真正的書名為《帝國刑法典：尤其注重帝國法院的裁判見解》（德語：Reichs-Strafgesetzbuch: mit besonderer Berücksichtigung der Rechtsprechung des Reichsgerichts），但由於帝國法院位於萊比錫之故，學界慣稱為《萊比錫注釋書》。
二戰結束後，因為｢帝國｣不復存在，所以《帝國刑法典》去掉｢帝國｣一詞（Reich）改名為《刑法典》。於是二戰後首發的1951年第6版第2冊，正式書名也真的改為《萊比錫注釋書　刑法典》（德語：Leipziger Kommentar Strafgesetzbuch）。

## 篇幅變遷
第一版的序言裡寫道：出版社德格鲁伊特於1916年5月找上四位編者們（Ludwig Ebermayer, Adolf Lobe, Werner Rosenberg, Gottfried Schmitt），提出帝國刑法典注釋書的計畫。原先預訂於1918年上半年出版，但適逢第一次世界大戰，社會動盪、紙張欠缺，以及一位編者 Schmitt 去世，必須找人接手其負責的條文。克服重重阻礙，第一版最終在1920年初問世，分為2冊。
《萊比錫注釋書》從一開始的2冊，增修到第11版已有9冊之多，超過11,000頁，是德國刑法學最大規模的注釋書。2006年開始更新為第12版，預計再次大幅擴充為15冊，目前（2013年2月）更新到11冊，電子書也同步推出，可在出版商Walter de Gruyter網站購買。

## 作者變遷
《萊比錫注釋書》自一開始就是聯手寫作，多位作者撰寫各自分配到的條文。
1920年第一版時，4位作者全部是當時的帝國法院（德意志帝國的最高法院）刑事庭法官。隨著冊數大幅擴編，同一版裡的作者群已增加到上百位；且作者們的出身，在實務界人士之外，也陸續納入許多重量級刑法學者，例如葉雪克、駱克信、許迺曼。